# 223
El año 223 (CCXXIII) fue un año común comenzado en miércoles del calendario juliano, en vigor en aquella fecha.
En el Imperio romano el año fue nombrado como el del consulado de Máximo y Eliano o, menos comúnmente, como el 976 Ab urbe condita, siendo su denominación como 223 posterior, de la Edad Media, al establecerse el Anno Domini.

## Acontecimientos
- Liu Shan se convierte en el segundo emperador del reino de Shu a la muerte de su padre, Liu Bei.

## Nacimientos
- Xi Kang, polímata chino (m. 262) (fecha aproximada)

## Fallecimientos
- Liu Bei, primer emperador de Shu, a los 62 años.